# Consensus de Copenhague
 (août 2014).
Le consensus de Copenhague est un projet lancé en 2004 qui cherche à établir les priorités pour faire avancer le bien-être de l'humanité en s'appuyant sur la théorie de l'économie du bien-être. 

## Histoire
L'Institut pour l'évaluation de l'environnement (danois : Institut for Miljøvurdering), institut privé créé en juin 2002, est une initiative de Bjørn Lomborg, auteur de L'Écologiste sceptique. 
Sous la direction de Lomborg, qui en est le directeur de 2002 à 2004, l'institut publie des rapports qui font polémique dès sa création. 5 des 7 membres du comité directeur démissionnent en 2003 par manque de consensus au sujet des déclarations de Bjørn Lomborg sur son objectif de création du projet « consensus de Copenhague ». Le projet initial a été parrainé par le gouvernement danois et le magazine The Economist.
Le consensus de Copenhague travaille avec de nombreux experts, lauréats du Prix de la Banque de Suède en sciences économiques en mémoire d'Alfred Nobel (Robert Fogel, Finn Kydland, Robert Mundell, Douglas North, Edward Prescott, Thomas Schelling, Vernon Smith) et spécialistes (Bruno Frey, Justin Yifu Lin, Jagdish Bhagwati ou Nancy Stokey).
Les priorités établies et les solutions proposées concernent le réchauffement climatique, les maladies infectieuses, les conflits, l'éducation, la crise financière, la corruption gouvernementale, la lutte contre la malnutrition et la faim, les migrations humaines, l'assainissement, en particulier de l'eau, les subventions et les barrières douanières.